# Pila a combustibile a ceramica protonica
La pila a combustibile a ceramica protonica (protonic ceramic fuel cell o PCFC) è una pila a combustibile basata su un materiale elettrolitico ceramico che esibisce alta conduttività protonica a temperature elevate.
Le PCFC condividono i vantaggi termici e cinetici del funzionamento ad alta temperatura a 700 gradi Celsius con le pile a combustibile a carbonati fusi e ad ossido solido, mentre mostra tutti i benefici intrinseci della conduzione protonica nelle pile a combustibile con membrana a scambio protonico (protonic exchange membrane fuel cell o PEMFC)
e le pile a combustibile all'acido fosforico (phosphoric acid fuel cell o PAFC). L'alta temperatura di funzionamento è necessaria per raggiungere un'altissima efficienza elettrica dei combustibili con i combustibili a idrocarburi. Le PCFC possono funzionare ad alte temperature ed ossidare elettrochimicamente i combustibili fossili direttamente all'anodo. Questo elimina lo stadio intermedio della produzione d'idrogeno attraverso il costoso processo del reforming. Le molecole gassose del combustibile a idrocarburi sono assorbiti sulla superficie dell'anodo in presenza di vapore acqueo, e gli atomi d'idrogeno sono strappati in modo efficiente per essere assorbiti nell'elettrolita, con l'anidride carbonica come prodotto primario di reazione. Le PCFC hanno un elettrolita solido, cosicché la membrana non può asciugarsi come con le PEMFC, e il liquido non può colare fuori come con le PAFC.
La CoorsTek sta svolgendo primariamente ricerche su questo tipo di pila a combustibile.